# Justus Rubehn
Justus Rubehn (* 3. Oktober 1904 in Margonin, Provinz Posen; † 1997 in Kiel) war ein deutscher Jurist, Kreishauptmann und Regierungsdirektor.

## Leben
Justus Rubehn besuchte ein Gymnasium und anschließend ein Kadettenkorps. Ab 1923 begann er ein Studium der Rechts- und Staatswissenschaften in Kiel und Tübingen. Während seines Studiums wurde er Mitglied der Burschenschaft Teutonia zu Kiel und der Burschenschaft Germania Tübingen, aus denen er 1959 austrat. Nach dem ersten juristischen Staatsexamen Ende 1926 begann er mit dem Referendariat. 1927/1928 arbeitete er als Assistent an der juristischen Fakultät der Christian-Albrechts-Universität zu Kiel. Hier promovierte er 1929 mit dem Titel Die zwangsweise Verwirklichung des Darlehnsversprechens. Ein Jahr später wurde er Assessor. Zum 1. Januar 1931 trat Rubehn in die NSDAP (Mitgliedsnummer 413.497) und am 12. Februar 1932 in die SA ein. Bis Anfang 1942 war er als Regierungsrat beim Oberpräsidenten in Kassel tätig und anschließend ab Mitte des gleichen Jahres beim Gouverneur von Radom eingesetzt.
Von Juli 1942 bis September 1943 war er Kreishauptmann von Radom-Land. In dieser Funktion führte er, da er nicht auf die bevorstehenden Deportationen der Juden warten wollte, in einer eigenen Aktion „kleine Aussiedlungen“ durch. Am 4. August 1942 übermittelte er nach Lublin, dass 69 Juden durch ein „Sonderdienstkommando“ in das Vernichtungslager Sobibor „überführt“ wurden. Anschließend wurde die „außerplanmäßige“ Ermordung der 69 Juden in den Gaskammern von Sobibor „genehmigt“. Nach dem Krieg probierte er die Aktion mit einer üblichen Konzentration von Juden in einem Wohngebiet zu rechtfertigen, wobei aber bereits zu diesem Zeitpunkt jede Deportation über die Aktion Reinhardt erfolgte. In einer Vernehmung 1963 im Rahmen eines anderen Verfahrens durch die Staatsanwaltschaft Kiel konnte er sich erst nicht an die Aktion erinnern und verwies darauf, dass ihm der Begriff der Endlösung nicht klar war. Aufgrund dieser Aussagen wurde ein Ermittlungsverfahren nicht eingeleitet.
Nach Ende des Zweiten Weltkriegs war er bis 23. Februar 1946 in Kriegsgefangenschaft und arbeitete dann als Vertreter. Er wurde freier Mitarbeiter der Lokalredaktion der Schleswiger Zeitung und verfasste dort Theaterkritiken. Rubehn kehrte aber wieder in den Staatsdienst zurück und war bis etwa 1954 als Regierungsrat in Schleswig aktiv. Bis 1965 war er dann als Regierungsdirektor im Innenministerium von Schleswig-Holstein.
Ein Ermittlungsverfahren gegen ihn, welches erst Mitte Mai 1972 in Kiel eingeleitete worden war, wurde Mitte Oktober 1972 ohne eine einzige Vernehmung nur durch Vergleich mit anderen ähnlich gelagerten Verfahren und seiner Aussage von 1963 eingestellt.

## Werke (Auswahl)
- Parteienprivileg auch für nichtpolitische Wählergruppierungen? In: Die Öffentliche Verwaltung, Band 14, Kohlhammer, 1972, S. 667 ff.